# Юсуф, Мохаммад (генерал)
Анди Мохаммад Юсуф Амир (индон. Andi Mohammad Jusuf Amir), более известный как Мохаммад Юсуф (индон. Mohammad Jusuf) — индонезийский военный и политический деятель, генерал. Министр обороны и Главнокомандующий Вооружёнными силами Индонезии (1978—1983)

## Ранние годы жизни
Мохаммад Юсуф родился 23 июня 1928 года в Каюара, округ Боне, Южный Калимантан, о раннем периоде его жизни известно мало. Принадлежал к бугийской аристократии, однако впоследствии перестал использовать аристократическую приставку «Анди» (индон. Andi) перед именем.

## Начало военной карьеры
В 1945 году, после провозглашения независимости Индонезии, Юсуф вступил в организацию «Преданность индонезийского народа Сулавеси» (индон. Kebaktian Rakyat Indonesia dari Sulawesi, KRIS), сформированную местными сторонниками независимости. В конце 1945 года, когда Нидерланды, при поддержке Великобритании, попытались вернуть контроль над своей бывшей колонией с помощью военной силы, он, вместе с другими членами этой организации, отбыл с Сулавеси на Яву для участия в боях с интервентами.
Начал свою военную карьеру во флоте, став адъютантом командующего 10-й флотилией ВМС Индонезии подполковника ВМС Кахара Музаккара (индон. Kahar Muzakkar) в Джокьякарте.
В 1949 году Юсуф перешёл из флота в военную полицию, а через некоторое время вошёл в состав военной комиссии Восточной Индонезии. В 1950 году он стал адъютантом подполковника Александра Эверта Кавиларанга, командующего VII военным округом «Вирабуана» (индон. KODAM VII / Wirabuana), занимавшего территорию Восточной Индонезии; вместе с Кавиларангом участвовал в боевых действиях против сепаратистов, провозгласивших создание Республики Южно-Молуккских островов.
В 1950-е годы Юсуф последовательно занимал должности начальника штаба полка в Манадо, оперативного помощника командующего VII военным округом «Вирабуана» и начальника Генерального резерва.

## Участие в движении «Перместа»
В середине 1950-х годов на Сулавеси начало набирать обороты движение за большую автономию, вызванное излишней, по мнению его сторонников, централизацией государственного управления в стране и недостаточным количеством средств, выделяемых центральным правительством на развитие Сулавеси. По названию своего основополагающего документа, подписанного 2 марта 1957 года, это движение получило название «Перместа» (индон. Permesta, от индон. Piagam Perjuangan Semesta — Хартия всеобщей борьбы). Этой же хартией на территории Сулавеси было объявлено чрезвычайное положение. Юсуф был в числе офицеров, подписавших «Перместа»; он поддерживал автономистов, поскольку считал, что территория Сулавеси должна быть выделена из VII военного округа «Вирабуана» в отдельный военный округ.
После подписания хартии, Юсуф стал одним из лидеров «Перместа», однако, вскоре порвал с движением. В мае 1957 года главнокомандующий Национальной армией Индонезии Абдул Харис Насутион своим приказом выделил Сулавеси из состава VII военного округа «Вирабуана» и образовал на его территории три новых округа — XIV военный округ «Хасануддин» (индон. KODAM XIV/Hasanuddin), военный округ «Юго-Восточный Сулавеси» и XVI военный округ «Удаяна» (индон. KODAM XVI/Udayana). После этого Юсуф перешёл на сторону центрального правительства.

## Командующий военным округом и министр
В 1958 году «Перместа» подняла на Сулавеси сепаратистский мятеж; в это время Юсуф, назначенный в мае того же года командующим военным округом «Юго-Восточный Сулавеси», снабжал правительство информацией о деятельности сепаратистов, благодаря которой к 1961 году мятеж был подавлен.
В октябре 1959 года Юсуф был назначен командующим XIV военным округом «Хасануддин» и занимал этот пост до 1964 года, когда он стал министром промышленности Индонезии. После отстранения от власти Сукарно и прихода к власти генерала Сухарто он сохранил этот пост, занимая его до 1978 года. Также с 1967 по 1969 год он был министром торговли.

## Суперсемар
11 марта 1966 года президент Сукарно, под давлением военных, подписал указ, известный как Суперсемар (индон. Supersemar, от индон. Surat Perintah Sebelas Maret — Указ от 11 марта), согласно которому Сухарто получал право действовать от имени президента. Юсуф, наряду с министром по делам ветеранов Басуки Рахматом и командующим столичным V военным округом «Джая» (индон. KODAM V/Jaya) Амирмахмудом, был в числе трёх генералов, которые присутствовали при подписании этого указа. Согласно одной из версий, Юсуф принёс Сукарно уже подготовленный указ, на котором президент только поставил свою подпись; согласно этой же версии, при подписании присутствовали четыре генерала — три вышеупомянутых и Мараден Пангабеан. После подписания Суперсемара Юсуф снял с него копию.

## Главнокомандующий
В апреле 1978 года Юсуф был назначен главнокомандующим Вооружёнными силами и министром обороны, сменив на этих постах Марадена Пангабеана.
В это время, по инициативе президента Сухарто, в Индонезии началась кампания по сплочению (индон. pemanunggalan) Вооружённых сил с народом — комплекс мероприятий, направленных на обеспечение ведущей социально-политической роли армии в обществе в рамках концепции «двойной функции» (индон. dwifungsi) Вооружённых сил. Позже Юсуф говорил, что не полностью осознал замысел Сухарто, но поддержал его, так как считал, что армия должна стать самостоятельной политической силой и не зависеть от проправительственного блока Голкар. Кампания была успешной — престиж армии, которая инициировала множество различных общественно полезных работ, в том числе строительство дорог, значительно возрос; особенно в сельской местности, где проводилась программа Вооружённые силы приходят в деревню, по которой военнослужащие отправлялись на работы в сельскую местность. При этом сократилась поддержка Голкара среди военнослужащих, что показали парламентские выборы 1983 года.
Во время своего пребывания на посту главнокомандующего Юсуф заработал репутацию генерала, который заботился о благе своих подчинённых. Он регулярно совершал поездки по регионам, посещал солдат и интересовался условиями их службы. Его популярность в армии возросла настолько, что Сухарто начал воспринимать его как угрозу своей власти.
В 1982 году состоялась встреча Сухарто, Юсуфа и министра внутренних дел Амирмахмуда. Амирмахмуд упомянул о высокой популярности Юсуфа среди солдат и попросил его прокомментировать это, на что вышедший из себя Юсуф резко ответил, что никогда не имел никаких притязаний на власть. После этого случая он, считая подозрения Сухарто и Амирмахмуда необоснованными, не посещал заседаний правительства вплоть до своей отставки в апреле 1983 года.

## Последние годы жизни
С 1983 по 1993 годы Юсуф был председателем Государственного аудиторского комитета (индон. Badan Pemeriksa Keuangan).
Когда он объявил о своём желании написать мемуары, Сухарто сначала дал согласие на это, но затем отказал, из-за опасения, что в мемуарах Юсуфа будут разглашены какие-либо нежелательные подробности о Суперсемаре.
Юсуф умер 8 сентября 2004 года.

## Личная жизнь
Юсуф был женат на Элли Саелан (индон. Elly Saelan), у них был один сын. Среди людей, с которыми Юсуф поддерживал дружеские отношения, были генерал Амирмахмуд и будущий вице-президент Индонезии Юсуф Калла.

## Награды
- Орден «Звезда Республики Индонезии» 2-й степени (1995)[8];
- Орден «Звезда Махапутра» 2-й степени.